# Calendario japonés

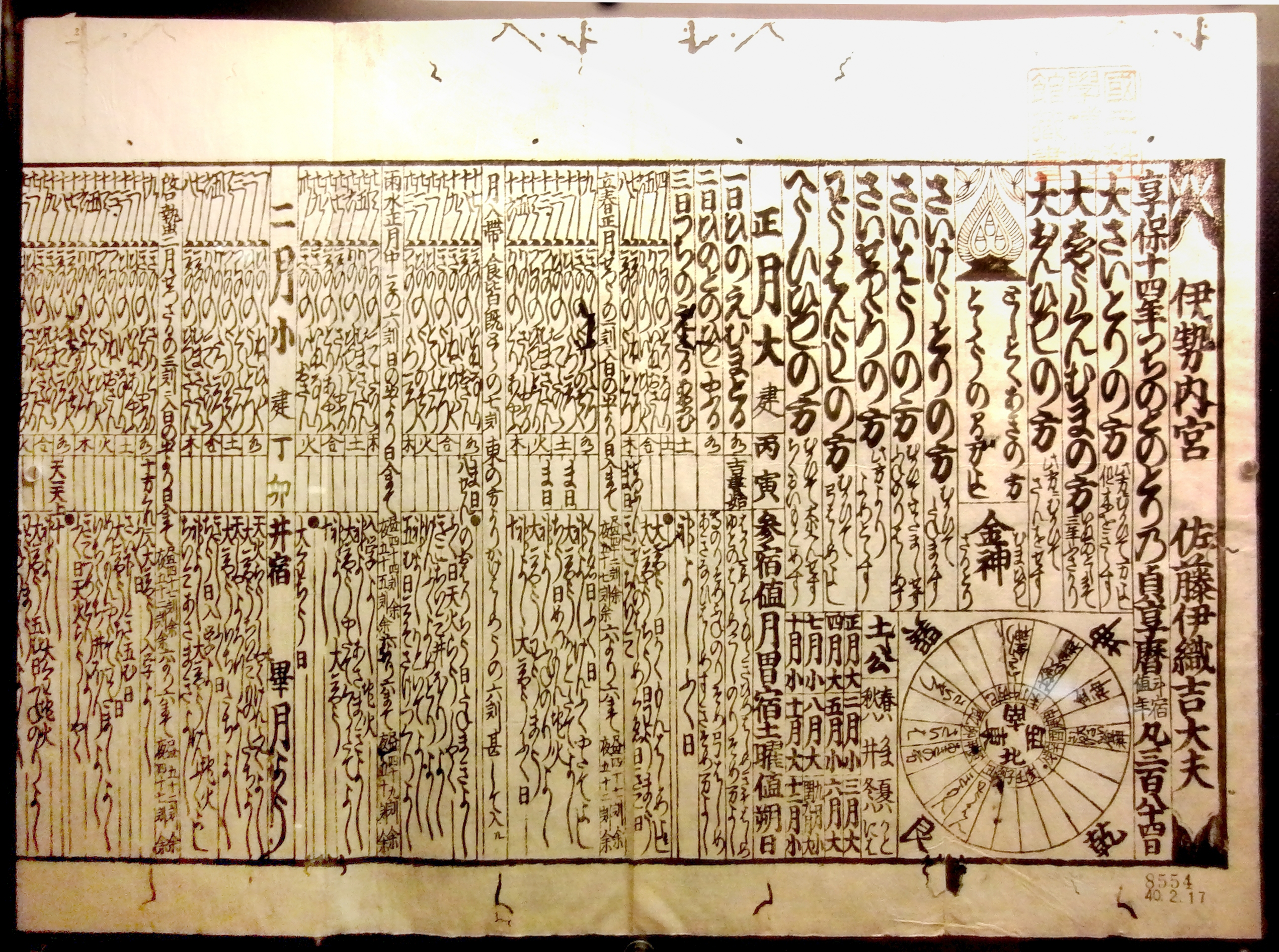
Calendario de 1729, que utilizaba el procedimiento de calendario Jōkyō, publicado por el Gran Santuario de Ise.

Desde el 1 de enero de 1873, Japón usa el calendario gregoriano. Hasta entonces se empleaba un calendario lunisolar adaptado del calendario chino. De todas formas, siguen vigentes las eras japonesas para indicar años.
La forma escrita empieza por el año, luego el mes y por último el día, coincidiendo con la norma ISO 8601. Por ejemplo, el 16 de febrero de 2003 puede escribirse como 2003年2月16日 o 平成15年2月16日 (este último siguiendo el sistema del año regnal). En 年 se lee nen y significa "año", en 月 se lee gatsu (がつ) y significa "mes" y, por último, en 日 (normalmente) se lee nichi (su pronunciación depende del número que le preceda, véase más adelante) y significa "día".

## Años
Desde la instauración del calendario gregoriano, se empleaban tres sistemas distintos para contar los años:
- La Era común (西暦, seireki) de origen occidental;
- La era japonesa (年号, nengō), en la que el año se cuenta a partir del primer año de reinado del emperador (por ejemplo, el año 2021 es el año Reiwa 3);
- El año imperial (皇紀, kōki), contado a partir del año en el que, según la mitología, Japón fue fundado por el Emperador Jinmu en 660 a. C.

De los tres sistemas, los dos primeros siguen vigentes. El calendario imperial se empleó entre 1873 y el final de la Segunda Guerra Mundial.

## Formato de fecha
El formato de fecha utilizado en Japón es muy sistemático, sobre todo en la escritura. Por ejemplo, el día de hoy se representa de la siguiente forma:
2025年3月18日
donde el kanji 年 (nen) significa «año», 月 (gatsu) significa «mes» y 日 (nichi) significa «día». Los números también se pueden representar con  los kanji, pero es más común la numeración arábiga. Si hace falta especificar un determinado calendario, 西暦 (seireki, «calendario occidental») denota el calendario gregoriano, y para indicar la era japonesa (nengō) se emplea el nombre de dicha era. Por ejemplo, 令和 (reiwa) para la era Reiwa correspondiente al reinado del emperador Naruhito. Como el año 1 de la era Reiwa corresponde a 2019, el año actual se puede expresar como:
令和7年
Desde el punto de vista del lenguaje oral, la lectura de los años y meses es bastante regular.

### Numeración japonesa
Esta tabla indica los nombres de los números del 1 al 9, 10, 100 y 1000 en japonés:
| Número  | 1    | 2  | 3   | 4         | 5  | 6    | 7             | 8     | 9         | 10  | 100   | 1000 |
| Kanji   | 一   | 二 | 三  | 四        | 五 | 六   | 七            | 八    | 九        | 十  | 百    | 千   |
| Lectura | ichi | ni | san | yon (shi) | go | roku | shichi (nana) | hachi | kyuu (ku) | juu | hyaku | sen  |

(Las lecturas indicadas entre paréntesis no son tan frecuentes, pero tienen uso igualmente).

### Años
El nombre del año viene dado por el nombre habitual del número seguido de nen, por ejemplo, el año 2009 se lee "ni sen kyū nen", o "heisei ni jū ichi nen" si se usa el calendario dado por la era japonesa.

### Meses
Para los meses, se emplea el nombre del número seguido de 月 gatsu, aunque con las siguientes indicaciones:
- abril (四月) es shigatsu y no *yongatsu;
- julio (七月) es shichigatsu y no *nanagatsu;
- septiembre (九月) es kugatsu y no *kyūgatsu.

Esta es la lista completa de los meses en japonés:
| Mes        | Lectura     | Kanji        |
| ---------- | ----------- | ------------ |
| Enero      | ichigatsu   | 一月, 1月    |
| Febrero    | nigatsu     | 二月, 2月    |
| Marzo      | sangatsu    | 三月, 3月    |
| Abril      | shigatsu    | 四月, 4月    |
| Mayo       | gogatsu     | 五月, 5月    |
| Junio      | rokugatsu   | 六月, 6月    |
| Julio      | shichigatsu | 七月, 7月    |
| Agosto     | hachigatsu  | 八月, 8月    |
| Septiembre | kugatsu     | 九月, 9月    |
| Octubre    | jūgatsu     | 十月, 10月   |
| Noviembre  | jūichigatsu | 十一月, 11月 |
| Diciembre  | jūnigatsu   | 十二月, 12月 |

### Días
Los nombres de los días de mes presentan mayores irregularidades, sobre todo para los diez primeros días de mes:
| 1  | 一日   | tsuitachi (en ocasiones ichijitsu) | 17 | 十七日   | jūshichinichi   |
| 2  | 二日   | futsuka                            | 18 | 十八日   | jūhachinichi    |
| 3  | 三日   | mikka                              | 19 | 十九日   | jūkunichi       |
| 4  | 四日   | yokka                              | 20 | 二十日   | hatsuka         |
| 5  | 五日   | itsuka                             | 21 | 二十一日 | nijūichinichi   |
| 6  | 六日   | muika                              | 22 | 二十二日 | nijūninichi     |
| 7  | 七日   | nanoka                             | 23 | 二十三日 | nijūsannichi    |
| 8  | 八日   | yōka                               | 24 | 二十四日 | nijūyokka       |
| 9  | 九日   | kokonoka                           | 25 | 二十五日 | nijūgonichi     |
| 10 | 十日   | tōka                               | 26 | 二十六日 | nijūrokunichi   |
| 11 | 十一日 | jūichinichi                        | 27 | 二十七日 | nijūshichinichi |
| 12 | 十二日 | jūninichi                          | 28 | 二十八日 | nijūhachinichi  |
| 13 | 十三日 | jūsannichi                         | 29 | 二十九日 | nijūkunichi     |
| 14 | 十四日 | jūyokka                            | 30 | 三十日   | sanjūnichi      |
| 15 | 十五日 | jūgonichi                          | 31 | 三十一日 | sanjūichinichi  |
| 16 | 十六日 | jūrokunichi                        |    |          |                 |

Tsuitachi es una relajación de tsukitachi, que significa el primero del mes. En el calendario tradicional, el último día del mes recibe el nombre de 晦日 misoka. Actualmente, son mucho más comunes los nombres de los números del 28 al 31 seguidos de nichi. De todas formas, misoka se sigue empleando en contratos y otros documentos para especificar que se refiere al último día del mes, independiente del número al que corresponda. El último día del año recibe el nombre de 大晦日 ōmisoka (el gran último día), término que sigue usándose.

## Nombres tradicionales de los meses
Junto con la nomenclatura sistemática de los meses en Japón, existe otra nomenclatura tradicional que se sigue usando por ejemplo en la poesía, especialmente shiwasu. Es común tomar uno de estos nombres para indicar el mes en el párrafo inicial de una carta o el agradecimiento en un discurso. Algunos, como yayoi o satsuki, se emplean también como nombres de pila (femeninos). Estos nombres también aparecen de vez en cuando en el jidaigeki y en series de televisión o películas ambientadas en la era Edo o una era anterior.
| Mes                                                        | Nombre tradicional | Lectura                   | Significado                                                       |
| ---------------------------------------------------------- | ------------------ | ------------------------- | ----------------------------------------------------------------- |
| Enero                                                      | 睦月               | mutsuki                   | mes de la amistad                                                 |
| Febrero                                                    | 如月 o 衣更着      | kisaragi o kinusaragi     | cambiar de ropa                                                   |
| Marzo                                                      | 弥生               | yayoi                     | primera vida, primavera                                           |
| Abril                                                      | 卯月               | uzuki                     | mes del conejo, mes de la Deutzia crenata (una planta con flores) |
| Mayo                                                       | 皐月 o 早月 o 五月 | satsuki                   | mes rápido, quinto mes                                            |
| Junio                                                      | 水無月             | minazuki o minatsuki      | mes del agua                                                      |
| Julio                                                      | 文月               | fumizuki                  | mes de las letras                                                 |
| Agosto                                                     | 葉月               | hazuki                    | mes de las hojas                                                  |
| Septiembre                                                 | 長月               | nagatsuki                 | mes largo                                                         |
| Octubre                                                    | 神無月             | kannazuki o kaminashizuki | mes de los dioses                                                 |
| Noviembre                                                  | 霜月               | shimotsuki                | mes de la escarcha                                                |
| Diciembre                                                  | 師走               | shiwasu                   | los sacerdotes corren                                             |
| (Existen 1039 conceptos asociados a diciembre en japonés). |                    | kagirizuki                | mes del límite                                                    |
|                                                            |                    | kurekozuki                | último mes del año                                                |
|                                                            |                    | harumachitsuki            | mes que aguarda la primavera                                      |

## Agrupaciones de días

### Semana
En Japón se usa una semana de siete días, perfectamente equiparable al calendario occidental. Fue importada en Japón alrededor del año 800 de la era común, y cada día tiene un nombre que corresponde directamente al que se usa en Europa. El sistema se empleó poco más que para propósitos astrológicos hasta 1876, poco después de que Japón adoptara oficialmente el calendario gregoriano. Fukuzawa Yukichi fue una figura clave en la decisión de adoptar este sistema como fuente oficial de los nombres de los días de la semana. Los nombres provienen de los cinco planetas visibles, que a su vez deben su nombre a los cinco elementos chinos (fuego, agua, madera, metal y tierra), y de la Luna y el Sol (yin y yang).
| Kanji  | Lectura   | Elemento                  | Español   |
| ------ | --------- | ------------------------- | --------- |
| 日曜日 | nichiyōbi | Sol (Sol o Día del Señor) | Domingo   |
| 月曜日 | getsuyōbi | Luna (Luna)               | Lunes     |
| 火曜日 | kayōbi    | Fuego (Marte)             | Martes    |
| 水曜日 | suiyōbi   | Agua (Mercurio)           | Miércoles |
| 木曜日 | mokuyōbi  | Madera (Júpiter)          | Jueves    |
| 金曜日 | kin'yōbi  | Metal (Venus)             | Viernes   |
| 土曜日 | doyōbi    | Tierra (Saturno)          | Sábado    |

### Jun
En Japón, el mes también se divide de forma regular en tres periodos de 10 días llamados jun (旬). El primero es el jōjun (上旬); el segundo, chūjun (中旬); y el último, gejun (下旬). A menudo se emplean para indicar fechas aproximadas, por ejemplo, "la temperatura es típica del jōjun de Abril"; "se espera la votación del proyecto de ley en el gejun de este mes", con lo que se equiparan a las expresiones "comienzos", "mediados" y "finales de mes".

### Rokuyō
Los rokuyō (六曜, «seis días») o rokki (六輝) son una sucesión de seis días basada en el antiguo calendario lunisolar japonés. Se siguen encontrando en los calendarios japoneses, y en la cultura japonesa se asocian con la buena o la mala suerte, por lo que se usan para planificar ceremonias como matrimonios y funerales, aunque muchos los ignoran en la vida cotidiana. Estos son los rokuyō, por orden:
| Kanji | Lectura            | Significado | Número |
| ----- | ------------------ | --- | ------ |
| 先勝  | Sakigachi o senshō | Buena suerte antes del mediodía, mala suerte después del mediodía. Buen día para comenzar un proyecto (por la mañana). | 2      |
| 友引  | Tomobiki           | Les pasarán cosas malas a los amigos. Se evita hacer funerales ese día, pues el significado literal de este día es «tirar de los amigos» y se entiende que el fallecido podría llevar a la muerte a alguno de los presentes en el funeral. Los crematorios suelen cerrar ese día. | 3      |
| 先負  | Sakimake o senbu   | Mala suerte antes del mediodía, buena suerte después del mediodía. | 4      |
| 仏滅  | Butsumetsu         | Simboliza el día en que murió Buda, y se considera el día menos afortunado. Se suelen evitar bodas y lanzamientos de nuevos productos. Algunos santuarios sintoístas cierran este día.                                                                                            | 5      |
| 大安  | Taian              | El día más afortunado. | 0      |
| 赤口  | Shakkō o shakku    | Buena suerte en la hora del caballo (de las 11 de la mañana a la 1 de la tarde), mala suerte el resto del día. | 1      |

El cálculo del rokuyō consiste en sumar el día y el mes del calendario lunisolar, dividir dicha suma entre 6 y quedarse con el resto, de forma que el día 1 del primer mes siempre es senshō (resto 2), y a partir de ahí los días siguen el orden indicado.
Este sistema no se volvió popular en Japón hasta el final de era Edo.

### Los 24 sekki
Un año se divide en cuatro estaciones. Pero en Japón también existe un calendario que divide un año en 24 secciones.
Se llaman las  "24 Sekki" (24節気). Antaño, la gente necesitaba saber cuándo sembrar los campos, cuándo cosechar y otras cosas relacionadas con la convivencia con la naturaleza y los cambios de estación.
| Número de microtemporada                      | Fechas tradicionales     | Nombre japonés | Romanizado                      | Significado en español                                             |
| --------------------------------------------- | ------------------------ | -------------- | ------------------------------- | ------------------------------------------------------------------ |
| Risshun (立春?) (Comienzo de la primavera)    |                          |                |                                 |                                                                    |
| 1                                             | Febrero 4–8              | 東風解凍       | Harukaze kōri o toku            | El viento del este derrite el hielo grueso.                        |
| 2                                             | Febrero 9–13             | 黄鶯睍睆       | Kōō kenkan su                   | Las cetias ruiseñor cantan en el campo.                            |
| 3                                             | Febrero 14–18            | 魚上氷         | Uo kōri o izuru                 | El hielo se rompe, y permite que los peces alcancen la superficie. |
| Usui (雨水?) (Agua de lluvia)                 |                          |                |                                 |                                                                    |
| 4                                             | Febrero 19–23            | 土脉潤起       | Tsuchi no shō uruoi okoru       | Llueve, y humedece la tierra.                                      |
| 5                                             | Febrero 24–28            | 霞始靆         | Kasumi hajimete tanabiku        | La neblina cubre la tierra.                                        |
| 6                                             | Marzo 1–5                | 草木萌動       | Sōmoku mebae izuru              | Los árboles y las plantas producen brotes.                         |
| Keichitsu (啓蟄?) (Despertar de los insectos) |                          |                |                                 |                                                                    |
| 7                                             | Marzo 6–10               | 蟄虫啓戸       | Sugomori mushito o hiraku       | Emergen los insectos que hibernaron.                               |
| 8                                             | Marzo 11–15              | 桃始笑         | Momo hajimete saku              | Comienzan a florecer los durazneros.                               |
| 9                                             | Marzo 16–20              | 菜虫化蝶       | Namushi chō to naru             | Las claras de repollo emergen de sus capullos.                     |
| Shunbun (春分?) (Equinoccio de primavera)     |                          |                |                                 |                                                                    |
| 10                                            | Marzo 21–25              | 雀始巣         | Suzume hajimete sukū            | Las golondrinas comienzan a construir sus nidos.                   |
| 11                                            | Marzo 26–30              | 櫻始開         | Sakura hajimete saku            | Comienza la floración de los cerezos.                              |
| 12                                            | Marzo 31–Abril 4         | 雷乃発声       | Kaminari sunawachi koe o hassu  | Los truenos retumban a lo lejos.                                   |
| Seimei (清明?) (Verde nuevo)                  |                          |                |                                 |                                                                    |
| 13                                            | Abril 5–9                | 玄鳥至         | Tsubame kitaru                  | Las golondrinas regresan desde el sur.                             |
| 14                                            | Abril 10–14              | 鴻雁北         | Kōgan kaeru                     | Los gansos salvajes vuelan al norte.                               |
| 15                                            | Abril 15–19              | 虹始見         | Niji hajimete arawaru           | Comienzan a observarse arco iris.                                  |
| Kokuu (穀雨?) (Lluvia de grano)               |                          |                |                                 |                                                                    |
| 16                                            | Abril 20–24              | 葭始生         | Ashi hajimete shōzu             | Las cañas comienzan a brotar.                                      |
| 17                                            | Abril 25–29              | 霜止出苗       | Shimo yamite nae izuru          | Crecen las plántulas de arroz.                                     |
| 18                                            | Abril 30–Mayo 4          | 牡丹華         | Botan hana saku                 | Florecen las peonias.                                              |
| Rikka (立夏?) (Comienza el verano)            |                          |                |                                 |                                                                    |
| 19                                            | Mayo 5–9                 | 蛙始鳴         | Kawazu hajimete naku            | Las ranas comienzan a croar.                                       |
| 20                                            | Mayo 10–14               | 蚯蚓出         | Mimizu izuru                    | Las lombrices salen a la superficie.                               |
| 21                                            | Mayo 15–20               | 竹笋生         | Takenoko shōzu                  | Aparecen los brotes de bambú.                                      |
| Shōman (小満?) (Menor plenitud)               |                          |                |                                 |                                                                    |
| 22                                            | Mayo 21–25               | 蚕起食桑       | Kaiko okite kuwa o hamu         | Los gusanos de seda se alimentan de hojas de morera.               |
| 23                                            | Mayo 26–30               | 紅花栄         | Benibana sakau                  | Las cártamos florecen en abundancia.                               |
| 24                                            | Mayo 31–Junio 5          | 麦秋至         | Mugi no toki itaru              | La cebada madura, lista para ser cosechada.                        |
| Bōshu (芒種?) (Grano en la oreja)             |                          |                |                                 |                                                                    |
| 25                                            | Junio 6–10               | 蟷螂生         | Kamakiri shōzu                  | Las mantis religiosas eclosionan y salen.                          |
| 26                                            | Junio 11–15              | 腐草為螢       | Kusaretaru kusa hotaru to naru  | Las luciérnagas salen volando de la hierba húmeda.                 |
| 27                                            | Junio 16–20              | 梅子黄         | Ume no mi kibamu                | Las ciruelas maduran y se vuelven amarillas.                       |
| Geshi (夏至?) (Solsticio de verano)           |                          |                |                                 |                                                                    |
| 28                                            | Junio 21–26              | 乃東枯         | Natsukarekusa karuru            | Las flores de Prunella se marchitan.                               |
| 29                                            | Junio 27–Julio 1         | 菖蒲華         | Ayame hana saku                 | Los lirios florecen.                                               |
| 30                                            | Julio 2–6                | 半夏生         | Hange shōzu                     | Brota el crowdipper.                                               |
| Shōsho (小暑?) (Menos calor)                  |                          |                |                                 |                                                                    |
| 31                                            | Julio 7–11               | 温風至         | Atsukaze itaru                  | Sopla el viento cálido.                                            |
| 32                                            | Julio 12–16              | 蓮始開         | Hasu hajimete hiraku            | Comienzan a florecer los lotos.                                    |
| 33                                            | Julio 17–22              | 鷹乃学習       | Taka sunawachi waza o narau     | Los halcones jóvenes aprenden a volar.                             |
| Taisho (大暑?) (Mucho calor)                  |                          |                |                                 |                                                                    |
| 34                                            | Julio 23–28              | 桐始結花       | Kiri hajimete hana o musubu     | Los árboles de Paulownia comienzan a producir semillas.            |
| 35                                            | Julio 29–Agosto 2        | 土潤溽暑       | Tsuchi uruōte mushi atsushi     | El suelo está húmedo, el aire caliente y húmedo.                   |
| 36                                            | Agosto 3–7               | 大雨時行       | Taiu tokidoki furu              | Llueve mucho.                                                      |
| Risshū (立秋?) (Comienzo del otoño)           |                          |                |                                 |                                                                    |
| 37                                            | Agosto 8–12              | 涼風至         | Suzukaze itaru                  | Sopla viento frío.                                                 |
| 38                                            | Agosto 13–17             | 寒蝉鳴         | Higurashi naku                  | Las cigarras nocturnas empiezan a cantar.                          |
| 39                                            | Agosto 18–22             | 蒙霧升降       | Fukaki kiri matō                | Una espesa niebla cubre la tierra.                                 |
| Shosho (処暑?) Shosho (Finaliza el calor)     |                          |                |                                 |                                                                    |
| 40                                            | Agosto 23–27             | 綿柎開         | Wata no hana shibe hiraku       | Se abren las cápsulas de algodón.                                  |
| 41                                            | Agosto 28–Septiembre 1   | 天地始粛       | Tenchi hajimete samushi         | Finalmente el calor disminuye.                                     |
| 42                                            | Septiembre 2–7           | 禾乃登         | Kokumono sunawachi minoru       | Madura el arroz.                                                   |
| Hakuro (白露?) (Rocío blanco)                 |                          |                |                                 |                                                                    |
| 43                                            | Septiembre 8–12          | 草露白         | Kusa no tsuyu shiroshi          | El rocío blanco brilla sobre la hierba.                            |
| 44                                            | Septiembre 13–17         | 鶺鴒鳴         | Sekirei naku                    | Las lavanderas empiezan a cantar.                                  |
| 45                                            | Septiembre 18–22         | 玄鳥去         | Tsubame saru                    | Las golondrinas regresan al sur.                                   |
| Shūbun (秋分?) (Equinoccio de otoño)          |                          |                |                                 |                                                                    |
| 46                                            | Septiembre 23–27         | 雷乃収声       | Kaminari sunawachi koe o osamu  | Finalizan los truenos.                                             |
| 47                                            | Septiembre 28–Octubre 2  | 蟄虫坏戸       | Mushi kakurete to o fusagu      | Los insectos cierran sus madrigueras.                              |
| 48                                            | Octubre 3–7              | 水始涸         | Mizu hajimete karuru            | Los campos se quedan sin agua.                                     |
| Kanro (寒露?) (Rocío frío)                    |                          |                |                                 |                                                                    |
| 49                                            | Octubre 8–12             | 鴻雁来         | Kōgan kitaru                    | Los gansos salvajes comienzan a regresar.                          |
| 50                                            | Octubre 13–17            | 菊花開         | Kiku no hana hiraku             | Florecen los crisantemos.                                          |
| 51                                            | Octubre 18–22            | 蟋蟀在戸       | Kirigirisu to ni ari            | Los grillos chirrían cerca de la puerta.                           |
| Sōkō (霜降?) (Primera helada)                 |                          |                |                                 |                                                                    |
| 52                                            | Octubre 23–27            | 霜始降         | Shimo hajimete furu             | Se comienza a formar helada.                                       |
| 53                                            | Octubre 28–Noviembre 1   | 霎時施         | Kosame tokidoki furu            | La llovizna cae suavemente.                                        |
| 54                                            | Noviembre 2–6            | 楓蔦黄         | Momiji tsuta kibamu             | Las hojas del arce y de la hiedra se vuelven amarillas.            |
| Rittō (立冬?) (Comienzo del invierno)         |                          |                |                                 |                                                                    |
| 55                                            | Noviembre 7–11           | 山茶始開       | Tsubaki hajimete hiraku         | Las camelias Sasanqua comienzan a florecer.                        |
| 56                                            | Noviembre 12–16          | 地始凍         | Chi hajimete kōru               | La tierra se comienza a congelar.                                  |
| 57                                            | Noviembre 17–21          | 金盞香         | Kinsenka saku                   | Los narcisos florecen.                                             |
| Shōsetsu (小雪?) (Nieve liviana)              |                          |                |                                 |                                                                    |
| 58                                            | Noviembre 22–26          | 虹蔵不見       | Niji kakurete miezu             | Desaparecen los arco iris.                                         |
| 59                                            | Noviembre 27–Diciembre 1 | 朔風払葉       | Kitakaze konoha o harau         | El viento del norte arranca las hojas de los árboles.              |
| 60                                            | Diciembre 2–6            | 橘始黄         | Tachibana hajimete kibamu       | Los árboles de cítricos Tachibana comienzan a ponerse amarillos.   |
| Taisetsu (大雪?) (Mucha nieve)                |                          |                |                                 |                                                                    |
| 61                                            | Diciembre 7–11           | 閉塞成冬       | Sora samuku fuyu to naru        | Los cielos permanecen fríos cuando llega el invierno.              |
| 62                                            | Diciembre 12–16          | 熊蟄穴         | Kuma ana ni komoru              | Los osos se esconden en sus guaridas para hibernar.                |
| 63                                            | Diciembre 17–21          | 鱖魚群         | Sake no uo muragaru             | Todos los salmones nadan remontan los ríos.                        |
| Tōji (冬至?) (Solsticio de invierno)          |                          |                |                                 |                                                                    |
| 64                                            | Diciembre 22–26          | 乃東生         | Natsukarekusa shōzu             | Brotan los ciruelos                                                |
| 65                                            | Diciembre 27–31          | 麋角解         | Sawashika no tsuno otsuru       | Los ciervos pierden sus astas.                                     |
| 66                                            | Enero 1–4                | 雪下出麦       | Yuki watarite mugi nobiru       | La cebada brota bajo la nieve.                                     |
| Shōkan (小寒?) (Menos frío)                   |                          |                |                                 |                                                                    |
| 67                                            | Enero 5–9                | 芹乃栄         | Seri sunawachi sakau            | El perejil prospera                                                |
| 68                                            | Enero 10–14              | 水泉動         | Shimizu atataka o fukumu        | Los manantiales antes congelados fluyen nuevamente.                |
| 69                                            | Enero 15–19              | 雉始雊         | Kiji hajimete naku              | Los faisanes machos comienzan a cantar.                            |
| Daikan (大寒?) (Mucho frío)                   |                          |                |                                 |                                                                    |
| 70                                            | Enero 20–24              | 款冬華         | Fuki no hana saku               | Las petasitas producen brotes.                                     |
| 71                                            | Enero 25–29              | 水沢腹堅       | Sawamizu kōri tsumeru           | Los arroyos de montaña se cubren con una gruesa capa de hielo.     |
| 72                                            | Enero 30–Febrero 3       | 鶏始乳         | Niwatori hajimete toya ni tsuku | Las gallinas comienzan a poner huevos.                             |